# جون تومسون (مصرفي أمريكي)
جون تومسون (بالإنجليزية: John Thompson)‏ هو مصرفي أمريكي، ولد في 1802، وتوفي في 1891.